# Marcel Prévost
Pour les personnes ayant le même patronyme, voir Prévost.
Eugène Marcel Prévost est un romancier et auteur dramatique français, né à Paris (8e arrondissement) le 1er mai 1862 et mort à Vianne (Lot-et-Garonne) le 8 avril 1941.

## Biographie

### Débuts
Après des études au petit séminaire d’Orléans, puis à Châtellerault, à Bordeaux (collège Saint-Joseph de Tivoli) et chez les jésuites de Paris, Marcel Prévost intègre l’École polytechnique en 1882. Il est ingénieur des manufactures de tabacs, à Lille où il est aussi examinateur à l'Institut industriel du Nord, puis à Tonneins en Lot-et-Garonne, ville où son père avait été sous-directeur des contributions indirectes, avant d'entrer au ministère des Finances à Paris.
Il est l'un des premiers dreyfusards, et participe avec Émile Zola, Louis Sarrut et Louis Leblois au dîner organisé le 13 novembre 1897 par Scheurer-Kestner, président du Sénat et Alsacien, au cours duquel ce dernier décida de faire part de sa conviction au public.

### Grande Guerre
Le 5 août 1914, il est mobilisé en tant que capitaine d'artillerie de réserve à Jouy-en-Josas. Pendant 3 ans, il est chef adjoint à l'école d'instruction des chemins de fer. En juillet 1915, il est nommé chef d'escadron. En 1917, il est promu lieutenant-colonel et devient chef du service de l'information, chargé de la rédaction du Bulletin aux Armées. À ce titre, il participe à la bataille de la Malmaison, ce qui lui vaut une citation à l'ordre de l'Armée. Gazé, il sera contraint d'abandonner ses fonctions en 1918.

### Mort
.

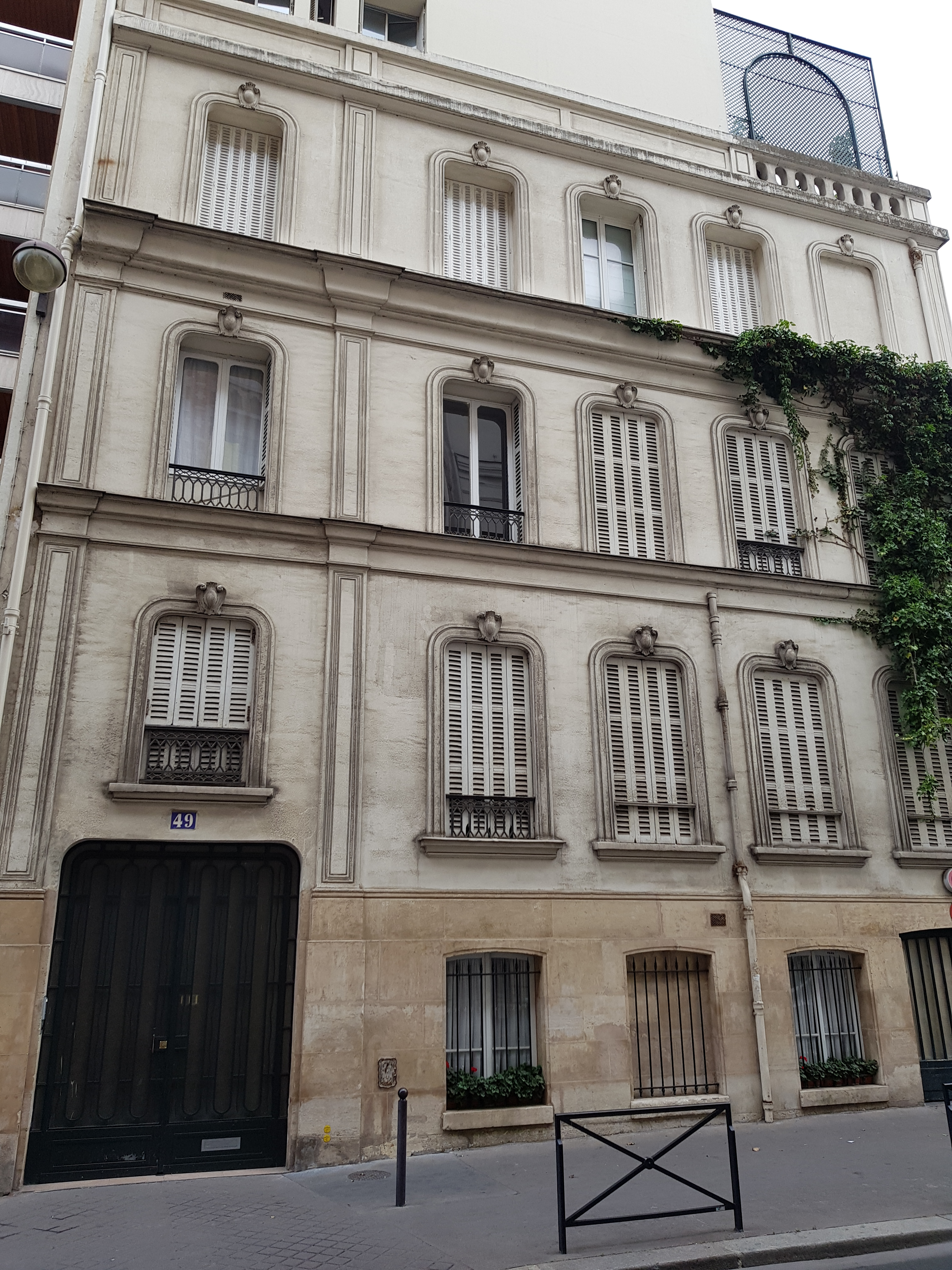
No 49, rue Vineuse, Paris : Marcel Prévost est domicilié à cette adresse en 1920.

Après avoir repris ses activités littéraires en 1919, il fonde La Revue de France en 1921. Il partage son temps entre une vie parisienne et sa retraite à Vianne. Très actif au niveau local, il devient Président du Jasmin d'argent. Le 8 avril 1941, il meurt subitement dans la nuit, sans souffrance à Vianne où il est enterré.

## Écriture
En 1881, il commence à publier des nouvelles dans Le Clairon, journal monarchiste sous le pseudonyme de Schlem. Ses premiers écrits sont placés sous l'influence d'Alphonse Daudet et de George Sand. En 1890, après le succès de son second roman Mademoiselle Jaufre (1889), il quitte la fonction publique pour se consacrer à la littérature. Trois périodes semblent se dessiner dans sa carrière. La première concerne les œuvres de jeunesse et s'étend de 1884 à 1894. La seconde prend naissance avec le roman Les Demi-Vierges et s'achève dans les années 1920. Cette période est marquée par la volonté de concilier tradition et modernité, de s'inscrire davantage dans l'actualité en prônant un militantisme féminin dans la veine de Paul Hervieu et de son ouvrage Les Tenailles (1895). Enfin, la troisième période s'échelonne des années 1930 à sa mort et montre que, malgré un essoufflement certain de l'engouement du public, il demeure un écrivain de premier ordre.
Après des premiers romans consacrés à la vie de province – Le Scorpion (1887), Chonchette (1888), Mlle Jaufre (1889) – il s'engage dans la veine qui lui apportera la notoriété : l'étude du caractère des femmes vu d'un point de vue strictement masculin, avec des romans comme Cousine Laura (1890), La Confession d’un amant (1891), Lettres de femmes (1892), L'Automne d'une femme (1893).
Il triomphe en 1894 avec Les Demi-Vierges, son roman le plus célèbre. Il y décrit, en forçant le trait, les ravages que la vie parisienne et l'éducation moderne sont censés faire chez les jeunes filles. Le roman est, peu après, adapté pour la scène et créé avec un grand succès au théâtre du Gymnase le 2 mai 1895. Le terme « demi-vierge », passé dans le langage courant, désigne une jeune fille affranchie mais cependant vierge.

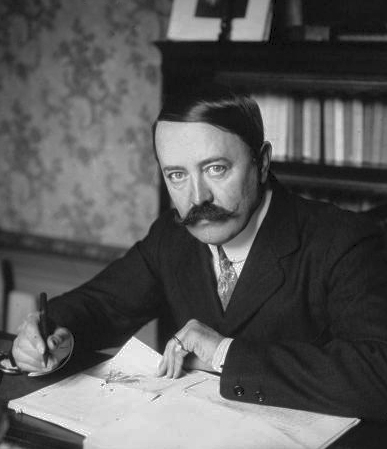
Marcel Prévost à son bureau en 1910.

Dans le même esprit, Marcel Prévost publie ensuite Jardin secret 1897), Les Vierges fortes (1900), Frédérique (1900), Léa (1900), L'Heureux Ménage (1901), Les Lettres à Françoise (1902), La Princesse d'Erminge (1904), L'Accordeur aveugle (1905), Féminités (1912), Mon cher Tommy (1920), Les Don Juanes (1922), La Mort des Ormeaux (1937). Dans une production abondante et uniforme, on peut signaler Monsieur et Madame Moloch (1906), amusante satire du caractère allemand. Les Lettres à Françoise (1902) proposent un programme idéal d'éducation d'une jeune fille, tandis que le mélange de mysticisme et d'érotisme de Retraite ardente (1927) suscite les protestations de l'Église catholique romaine.
Sa pièce en quatre actes La Plus Faible, jouée en 1904 à la Comédie-Française, connaît également un grand succès.
Il dirige la Revue de France de 1922 à 1939 et préside également la Société des gens de lettres.
Il est élu à l'Académie française le 27 mai 1909, au fauteuil de Victorien Sardou.

## Distinctions
Marcel Prévost est fait chevalier de la Légion d'honneur en 1894 (et décoré par Philippe Gille), promu officier en 1900 (décoré par Ludovic Halévy de l'Académie française), commandeur en 1913 (décoré par Paul Hervieu de l'Académie française), élevé à la dignité de Grand-Officier le 7/9/1927 par Raymond Poincaré puis Grand-Croix le 25/7/1935 par le général Nollet grand chancelier de l'Ordre de la Légion d'honneur.
Officier supérieur de réserve dans l'artillerie, il est remobilisé pour la Grande Guerre. En mai 1917 l'état-major de l'armée française organise enfin un « service des informations militaires » pour rendre compte des opérations militaires en complément au « communiqué » . Basé au château d'Offémont à Tracy-le-Mont dans l'Oise, ce service dirigé par le lieutenant-colonel Marcel Prévost est composé de journalistes accrédités, portant un uniforme d'officier de l'armée française assorti d'un brassard vert. Le plus célèbre correspondant de guerre de ce service est Albert Londres. En octobre 1917, Marcel Prévost est envoyé auprès du 21e Corps du général Degoutte pour assister à la victoire de la Malmaison dont il fera le récit dans D'un poste de commandement - bataille de l'Ailette.
Fin 1917, il est décoré de l'Ordre de Léopold et de la Croix de guerre belges, par le roi Albert Ier.
Décoré de la Croix de guerre 1914-1918, Marcel Prévost est élevé à la dignité de grand officier de la Légion d'honneur le 23 novembre 1927 par Raymond Poincaré, ancien président de la République et membre de l'Académie française, et enfin de grand croix de la Légion d'honneur en 1935, les insignes lui étant remis en janvier 1936 par le général Charles Nollet, grand chancelier de la Légion d'honneur. Son épouse Jeanne est décédée en 1948.
L'Académie française lui décerne le prix Hercule-Catenacci en 1939 pour son Édition des Héroïdes d’Ovide.

## Représentations
Il est portraituré par le peintre Paul Chabas (1869-1937) sur le tableau commandé par l'éditeur Alphonse Lemerre, Chez Alphonse Lemerre, à Ville D'Avray (salon de 1895), aux côtés de l'écrivain et académicien français Paul Bourget, de Sully-Prudhomme, de Paul Arène ou de Alphonse Daudet, de Mme Daniel-Lesueur, entre autres.

## Action sociale
Marcel Prévost a été président de l'Union française pour le sauvetage de l'enfance de 1937 à 1941.

## Œuvres

### Œuvres publiées en France

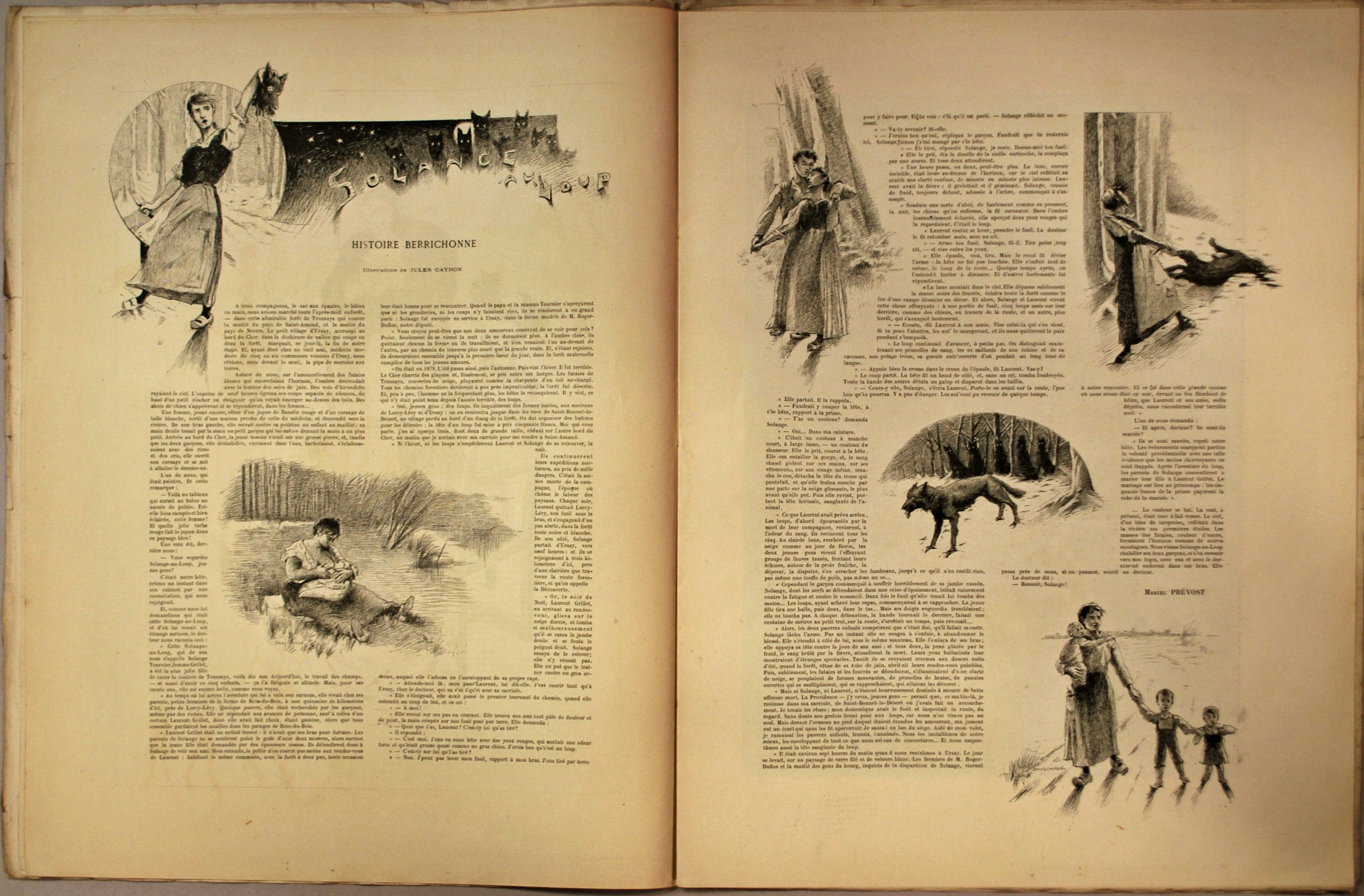
Histoire berrichonne, Paris-Noël 1890-1891

- Le Scorpion, Alphonse Lemerre, 1887.
- Chonchette, Alphonse Lemerre, 1888.
- Mademoiselle Jaufre, Alphonse Lemerre, 1889.
- La Confession d'un amant, Alphonse Lemerre, 1891.
- Lettres de femmes, Alphonse Lemerre, 1892.
- L'Automne d'une femme, Alphonse Lemerre, 1893.
- Nouvelles Lettres de femmes, Alphonse Lemerre, 1894.
- Les Demi-vierges, Alphonse Lemerre, 1894.
- Notre compagne (provinciales et parisiennes), Alphonse Lemerre, 1895.
- Le Mariage de Julienne, Alphonse Lemerre, 1896.
- Dernières lettres de femmes, Alphonse Lemerre, 1897.
- Le Jardin secret, Alphonse Lemerre, 1897.
- Les Vierges fortes - Frédérique, Alphonse Lemerre, 1900.
- Les Vierges fortes - Léa, Alphonse Lemerre, 1900.
- Le Domino jaune : les palombes, Alphonse Lemerre, 1901.
- L'Heureux Ménage, Alphonse Lemerre, 1901.
- Lettres à Françoise, Félix Juven, 1902.
- Le Pas relevé - Nouvelles, Alphonse Lemerre, 1902.
- Cousine Laura (mœurs de théâtre), Alphonse Lemerre, 1903.
- La Princesse d'Erminge, Alphonse Lemerre, 1904.
- La Plus Faible (comédie en quatre actes), Alphonse Lemerre, 1904.
- L'Accordeur aveugle, Alphonse Lemerre, 1905.
- Monsieur et Madame Moloch, Ernest Flammarion, 1906.
- Lettres à Françoise Mariée, Félix Juven, 1908.
- Pierre et Thérèse, Alphonse Lemerre, 1909.
- « Provinciale » (ill. J. Simont), L'Illustration,‎ décembre 1910, p. 19-24 (lire en ligne).
- Lettres à Françoise Maman, Arthème Fayard, 1912.
- Missette - La paille dans l'acier - Provinciale, Alphonse Lemerre, 1912.
- Ces temps-ci - Les anges gardiens, Alphonse Lemerre, 1913.
- Nouvelles Féminités, Alphonse Lemerre, 1914.
- L'Adjudant Benoît, Alphonse Lemerre, 1916.
- D'un poste de commandement (P.C. du 21e C.A.) - La bataille de l'Ailette (23 octobre - 2 novembre 1917), Ernest Flammarion, 1918.
- Sous le brassard vert, La Sirène, 1919 (témoignage de 12 journalistes dans la Grande Guerre, préface de Marcel Prévost)
- Mon Cher Tommy, Arthème Fayard, 1920.
- La nuit finira, Alphonse Lemerre, 1920 (2 vol.).
- Les Don Juanes. La Renaissance du Livre, 1922.
- Nouvelles Lettres à Françoise ou la jeune fille d'après-guerre, Ernest Flammarion, 1924.
- Sa maîtresse et moi, Les éditions de France, 1925.
- La Retraite ardente, Ernest Flammarion, 1927.
- L'Homme vierge, Les éditions de France, 1929.
- Voici ton Maître, Les éditions de France, 1930.
- Nos grandes écoles : Polytechnique, Nouvelle société d'édition, 1931.
- L'Américain, Les éditions de France, 1931.
- Marie-des-Angoisses, Les éditions de France, 1932.
- Fébronie, Les éditions de France, 1933.
- Clarisse et sa fille, Les éditions de France, 1935.
- La Mort des Ormeaux, Les éditions de France, 1937.
- Marcel Prévost et ses contemporains, Les éditions de France, 1943 (œuvre posthume, recueil de critiques littéraires).

### Œuvres publiées en Italie
- Le mezze vergini, traduzione di A. Polastri, Collezione Il Romanzo per tutti, Lubrano e Ferrara Editori, Napoli, 1910.
- Lo scorpione, unica traduzione italiana autorizzata, Collezione Il Romanzo per tutti, Lubrano e Ferrara Editori, Napoli, 1910 (?)
- Amore a vent'anni, con sei illustrazioni fuori testo, Collezione Il Romanzo per tutti, Lubrano e Ferrara Editori, Napoli, 1910-1914 (?)
- La confessione di un amante, Collezione Il Romanzo per tutti, Lubrano e Ferrara Editori, Napoli, 1910-1914 (?)
- Il matrimonio di Giulietta, Collezione Il Romanzo per tutti, Lubrano e Ferrara Editori, Napoli, 1910-1914 (?)

## Adaptations
- 1935 : Marie des Angoisses, film de Michel Bernheim
- 1936 : Les Demi-vierges, film de Pierre Caron (contribution au scénario et dialogues : Marcel Prévost, d'après son roman et sa pièce du même titre)